# Campionat d'Espanya de motocròs 1960
La temporada de 1960 del Campionat d'Espanya de motocròs fou la 2a edició d'aquest campionat, organitzat per la Reial Federació Motociclista Espanyola. El calendari oficial constava de quatre proves puntuables: Orpesa, Vitòria, Motocròs Ciutat de Manresa (2 d'octubre) i la Casa de Campo de Madrid (11 de desembre).

## Classificació final

### 125cc
| Posició | Pilot            | Motocicleta | Punts |
| ------- | ---------------- | ----------- | ----- |
| 1       | Oriol Puig Bultó | Bultaco     | ?     |
| 2       | Pere Pi          | Montesa     | ?     |
| 3       | Joan Soler Bultó | Bultaco     | ?     |
| 4       | ?                | ?           | ?     |
| 5       | ?                | ?           | ?     |
| 6       | ?                | ?           | ?     |
| 7       | ?                | ?           | ?     |
| 8       | ?                | ?           | ?     |
| 9       | ?                | ?           | ?     |
| 10      | ?                | ?           | ?     |

### 250cc
| Posició | Pilot            | Motocicleta | Punts |
| ------- | ---------------- | ----------- | ----- |
| 1       | Juan Elizalde    | OSSA        | ?     |
| 2       | Oriol Puig Bultó | Bultaco     | ?     |
| 3       | ?                | ?           | ?     |
| 4       | ?                | ?           | ?     |
| 5       | ?                | ?           | ?     |
| 6       | ?                | ?           | ?     |
| 7       | ?                | ?           | ?     |
| 8       | ?                | ?           | ?     |
| 9       | ?                | ?           | ?     |
| 10      | ?                | ?           | ?     |

### 500cc
| Posició | Pilot         | Motocicleta | Punts |
| ------- | ------------- | ----------- | ----- |
| 1       | Andreu Basolí | Derbi       | ?     |
| Desert  |               |             |       |

1. ↑  El segon pilot amb més punts i, per tant, qui hauria d'haver estat subcampió aquell any, fou Toni Palau (Derbi), qui amb dos segons llocs aconseguí un total de 12 punts. El 1960, però, la RFME havia promulgat un nou reglament segons el qual, per a classificar-se, calia haver disputat totes les proves menys una. Com que Palau no va córrer la primera (Derbi no el va enviar a Orpesa) ni la darrera, a Madrid, per lesió, el seu subcampionat no fou validat. Per aquest motiu, a partir de la segona posició, el campionat fou declarat desert.